# Station Zwolle
Station Zwolle is het spoorwegstation van Zwolle, de hoofdstad van de Nederlandse provincie  Overijssel. Het is een belangrijk spoorwegknooppunt met veel overstappers. Spoorlijnen uit de richtingen Kampen, Enschede, Deventer, Emmen, Amersfoort, Groningen, Leeuwarden en Lelystad komen allemaal in Zwolle samen. Station Zwolle is het drukste station van de provincie Overijssel. Het station is een Waterstaatstation van de eerste klasse en is een van de twee stations die in deze klasse is gebouwd. Het andere station is station Dordrecht. 
Het station beschikt sinds 2012 over zeven doorgaande perronsporen waarvan zes aan weerszijden van drie eilandperrons, twee kopsporen en een zakspoor aan de westzijde en vier kopsporen aan de oostzijde.

## Geschiedenis
Het eerste station van Zwolle werd geopend op 6 juni 1864 met de ingebruikname van de Spoorlijn Utrecht - Kampen, de spoorlijn van de Nederlandsche Centraal-Spoorweg-Maatschappij (NCS) die Utrecht via Zwolle met Kampen verbond. Dit was een tijdelijk stationsgebouw omdat de NCS erop rekende te zijner tijd het medegebruik te verkrijgen van het geprojecteerde nieuwe station. Het in 1873 afgebroken gebouw lag naast het huidige station in de bocht tussen het spoor naar Kampen en de overweg in de Assendorperlure. Op deze plek bevond zich later, tot 1997, het perron van de PTT voor het postvervoer per trein. Nadat het 13 jaar niet gebruikt was, werd op 21 mei 2010 een sloopvergunning voor dit perron afgegeven.

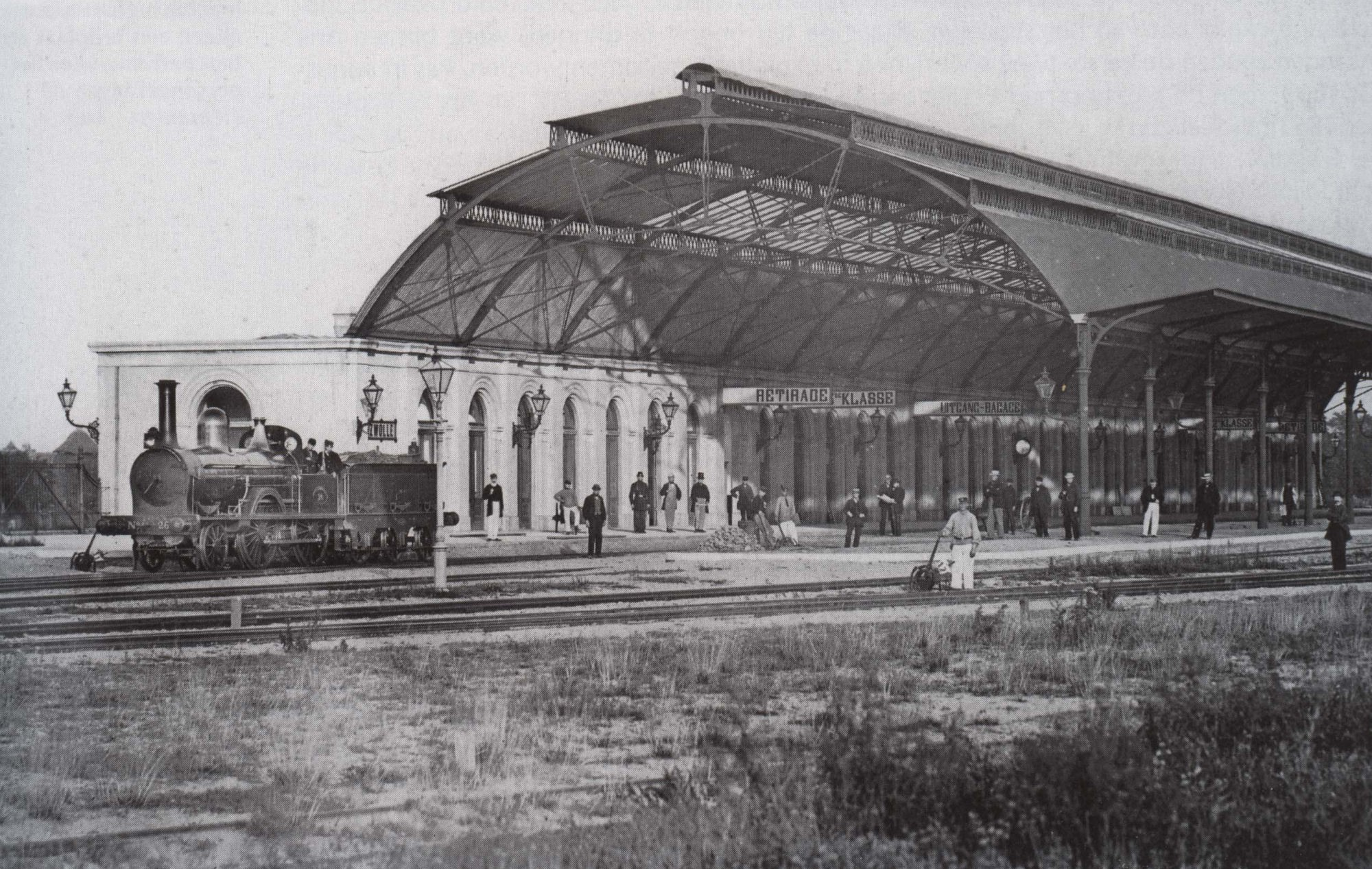
Het station anno 1868

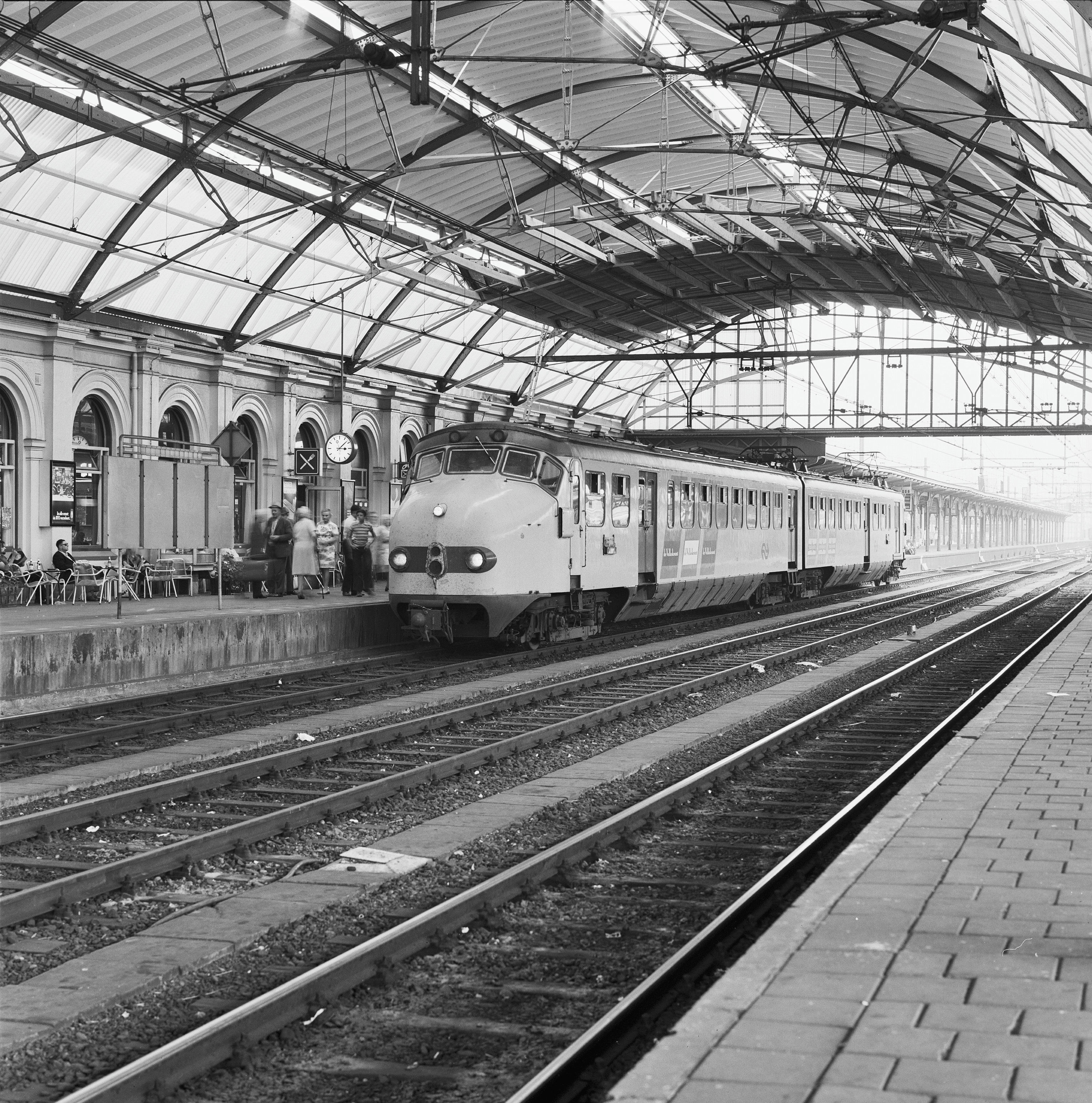
Een hondekoptreinstel, Materieel '54, onder de stationskap in 1973.

In 1866 opende de Staatsspoorwegen (SS) het nieuwe grote station aan de spoorlijn Arnhem - Leeuwarden (Staatslijn A). De Staatsspoorwegen hadden voor al hun lijnen standaard stationsgebouwen ontwikkeld in vijf verschillende klassen (5e klasse = klein tot 1e klasse = groot). Station Zwolle en Station Dordrecht zijn de enige twee 1e klasse SS-stations die ooit gebouwd zijn. De NCS ging ook gebruikmaken van dit station. In het westelijke deel keerden de treinen uit Kampen en Utrecht en in het oostelijke deel keerden de treinen uit Leeuwarden en Arnhem. Hiermee was station Zwolle een dubbel kopstation.

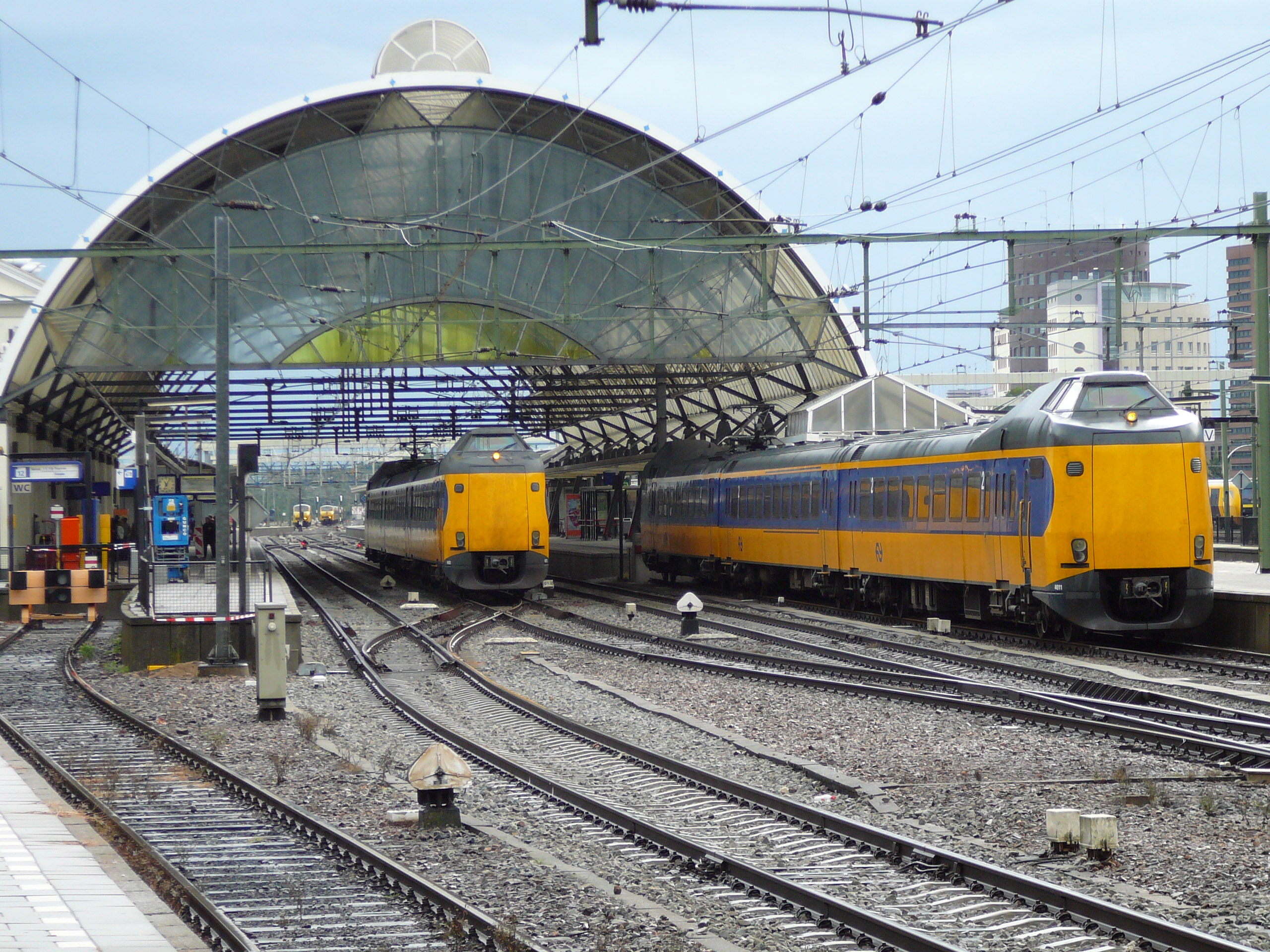
Koplopers op station Zwolle in 2011

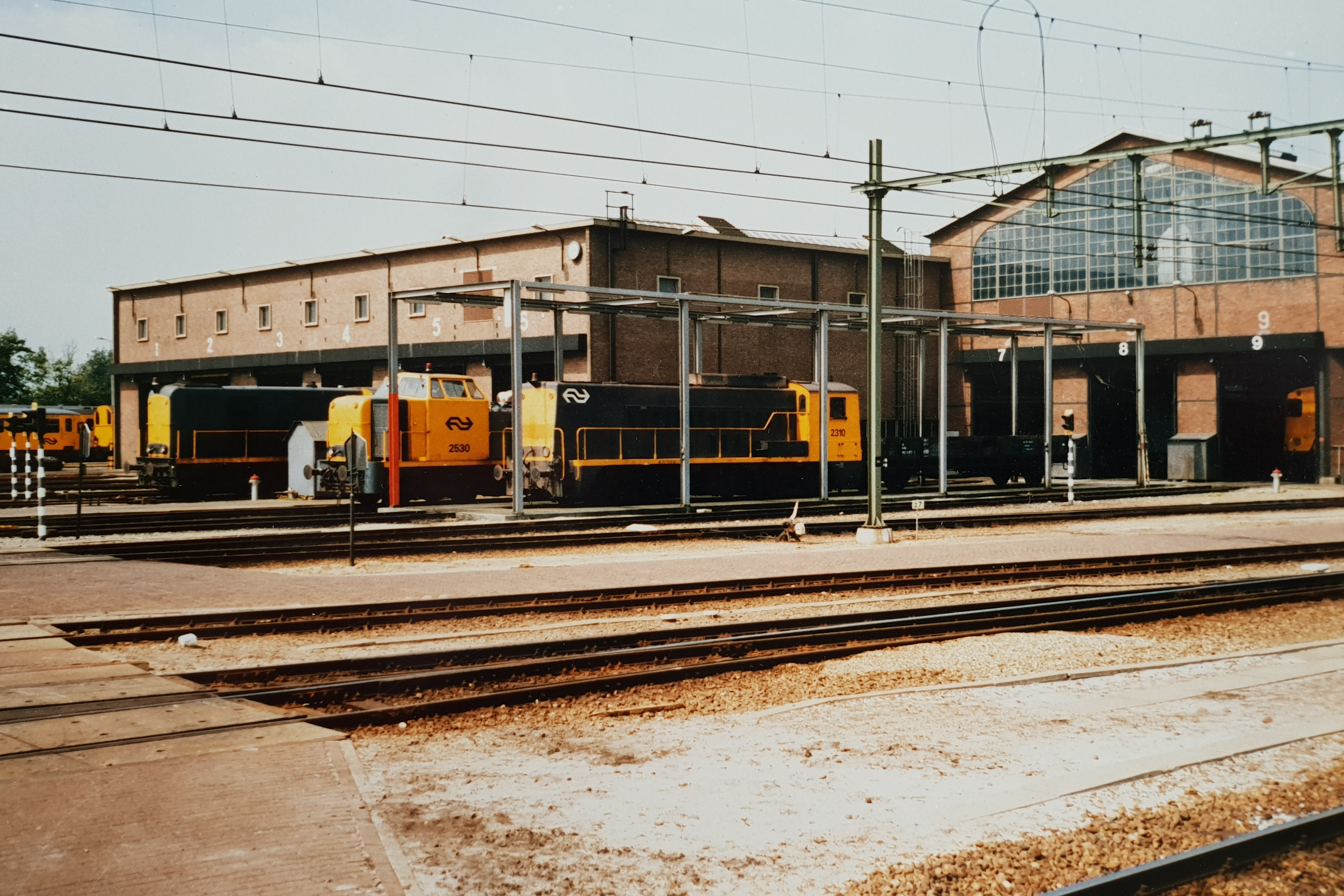
Werkplaats Zwolle in 1987

Op 1 januari 1881 kwam de spoorlijn Zwolle - Almelo, geëxploiteerd door de Staatsspoorwegen, gereed. In 1889 kwam er via de lijn van de NCS tussen Hattemerbroek en Zwolle een verbinding met Apeldoorn, die werd geëxploiteerd door de Hollandsche IJzeren Spoorweg-Maatschappij (HSM). Ten slotte werd op 15 januari 1903 het traject Zwolle – Ommen van de spoorlijn Zwolle - Stadskanaal geopend. Deze lijn, eigendom van de Noordoosterlocaalspoorweg-Maatschappij (NOLS), werd eveneens geëxploiteerd door de Staatsspoorwegen.
De Staatsspoorwegen drukten een belangrijk stempel op de spoorwegontwikkeling van Zwolle. Met de ontwikkeling van het treinverkeer, de functie van locomotiefdepot en sinds 1870 de centrale werkplaats voor het onderhoud van locomotieven en rijtuigen, groeide het belang van het station en werd het spoorwegemplacement uitgebreid. Door de NCS was al het emplacement langs de lijn naar de IJsselbrug aangelegd. De SS breidden dit in 1881 uit langs de lijn naar Meppel. Over het sterk vergrote spooremplacement werd in 1883 een viaduct gebouwd, de Hoge Brug. Deze brug is in 1989 op de rijksmonumentenlijst geplaatst.
Hoewel Karel Hendrik van Brederode gezien wordt als de architect van de standaardstations, is station Zwolle van de hand van Nicolaas Johannes Kamperdijk.
Bij de Duitse aanval op Nederland in mei 1940 werden door de NS en de Genietroepen grootschalige vernielingen aangericht om het belangrijk geachte spoorwegknooppunt Zwolle niet ongehavend in handen van de Duitsers te laten vallen. Hierbij werden onder meer bruggen en draaischijven onklaar gemaakt en locomotiefloodsen in brand gestoken.

## Station en omgeving

### Vroegere uitbreidingen en vernieuwingen
De toenmalige perrons werden in 1952 met elkaar verbonden door een reizigerstunnel. In 1980 is een derde perron met doorgaande sporen gebouwd (een tweede eilandperron). Dit eilandperron lag buiten de klassieke overkapping van het station. In 1989 is de perrontunnel naar de Westerlaan aan de zuidkant van het station verlengd. De toegang tot de tunnel aan de achterzijde liep via trappen beschut met overkapping. Er waren nog geen kantoren, alleen voorzieningen zoals een P+R-parkeerterrein en een fietsenstalling. In 1992 is het stationsgebouw inwendig verbouwd. In 1995 is de oude stationskap vervangen door een nieuwe kap. De oude kap was een paar jaar eerder, rond 1991, al afgebroken omdat deze niet meer was te renoveren. Het in 1992 verbouwde stationsgebouw kreeg rond het einde van 2001 een NS servicewinkel ("Tickets en Service") ter vervanging van de loketten. Op 1 september 2003 is op het eerste perron, een zijperron, een nieuw "paviljoenplein" (voorheen "perronplein") officieel geopend, tussen het stationsgebouw en de noordoostelijke kopsporen in, met een nieuw stuk vierkante perron-overkapping. Ook de stationstunnel komt onder deze overkapping uit. Aan de binnenstadszijde en tussen de kopsporen werden onder deze overkapping winkels (in de zo genoemde paviljoens) in gebruik genomen. In 2004 is de tunnel aan de zuidkant van het station verder verlengd waar deze (tot april 2011) in een kleine stationshal, geïntegreerd in een kantoorgebouw, uitkwam aan het toen nieuw ontwikkelde Lübeckplein met diverse andere (overheids)kantoorgebouwen zoals het stadskantoor. Dit plein maakt deel uit van de relatief nieuwe kantoorwijk Hanzeland achter het station, dat rond de jaren 1990 en de eerste helft van de jaren 2000 is ontwikkeld. In deze periode is de perrontunnel ook voorzien van liften.

### Project ZwolleSpoort

#### Aanleiding

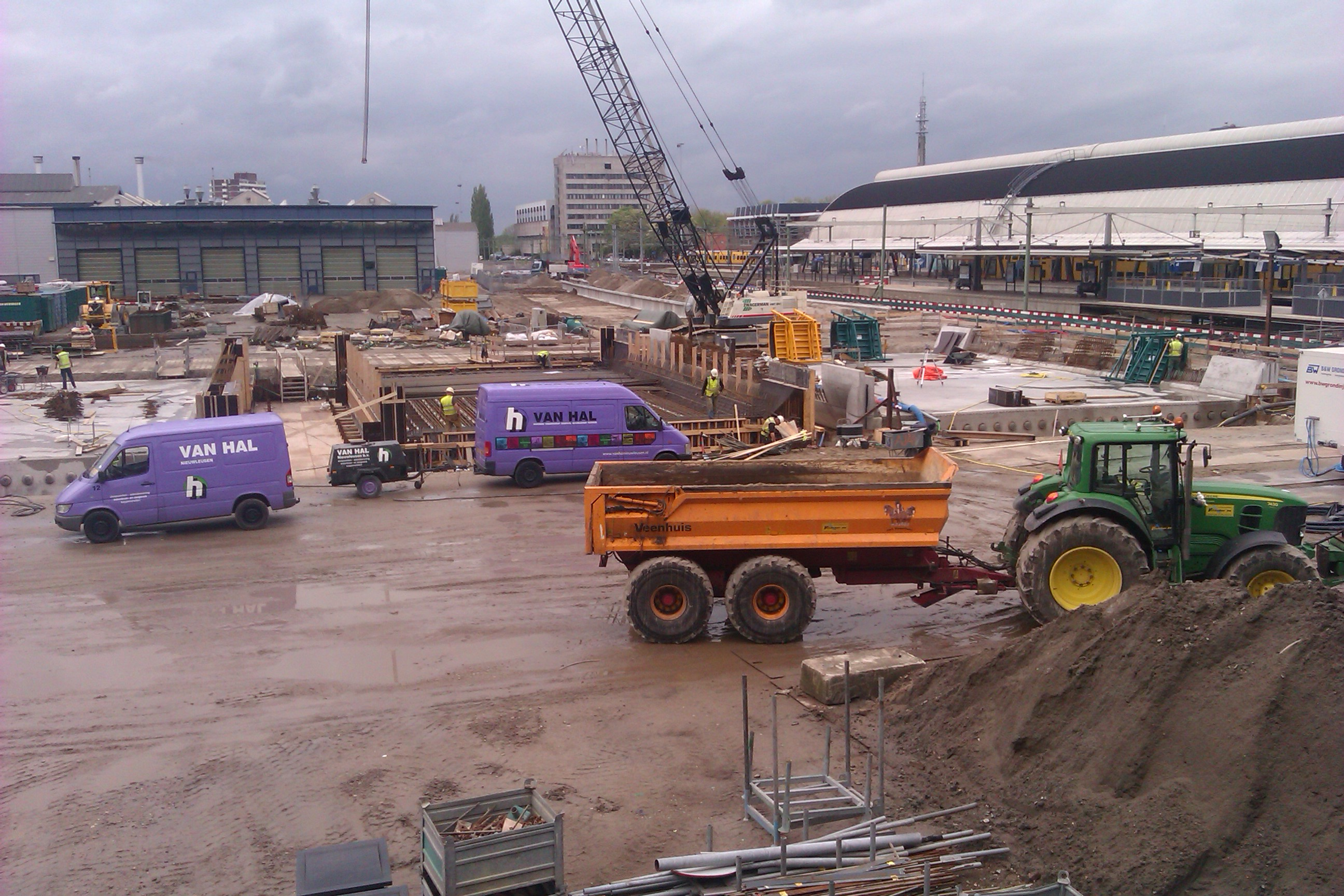
Uitbreidingswerkzaamheden spoortunnel, mei 2012

Het project ZwolleSpoort van ProRail begon als een integratie van drie afzonderlijke projecten met ten eerste het HP2F: Herstelplan Spoor (Tweede Fase), een landelijk programma waarbij ProRail de kwaliteit van het spoor verhoogde en daarna (Tweede Fase) de betrouwbaarheid. Het tweede project was de bouw van de Hanzelijn die in en nabij Zwolle aangesloten moest worden op het bestaande spoor en het derde project was de uitbreiding van de capaciteit op station Zwolle met onder meer een vierde perron met doorgaande sporen (derde eilandperron) en een te verbreden reizigerstunnel. Onder andere vanwege deze komst van de Hanzelijn en de daarmee samenhangende verwachte toename van de aantallen passagiers, werd het station vanaf het najaar van 2010 tot juni 2015 dus verbouwd en uitgebreid, mede om meer cross-platform-overstapmogelijkheden te creëren. De gemeente Zwolle begon na een voorbereidingstijd in die periode toen ook met een verdere gebiedsontwikkeling aldaar met de benaming "Spoorzone Zwolle". In dat kader heeft de gemeente, via de provincie Overijssel, onder meer financiering geregeld ter verbetering van het plan ZwolleSpoort. Onder de noemer Spoorzone Zwolle is in die tijd namelijk een samenwerkingsverband ontstaan tussen de gemeente Zwolle, de provincie Overijssel, ProRail en de NS.

#### Hanzeboog
Als onderdeel van de nieuwe Hanzelijn werd op 14 juni 2011 de nieuwe hogere spoorbrug over de IJssel geopend (Hanzeboog), die uit westelijke richting toegang verschaft tot station Zwolle. De brug wordt zowel voor de Hanzelijn gebruikt als door treinen op het bestaande baanvak Zwolle-Amersfoort. De oude spoorbrug, waarvan sommige delen bijna 150 jaar oud waren, werd afgebroken.

#### Nieuw perron
Ten behoeve van de ingebruikneming van de Hanzelijn is, op 9 december 2012, een vierde perron met doorgaande sporen (het derde eilandperron) toegevoegd. Verder werd met de regio afgesproken om de perronkap op spoor 15/16 in Zwolle alsnog te realiseren indien bij de afronding van het spoorverdubbelingsproject voldoende financiële ruimte over was.

#### Tijdelijke traverse en verbreding perrontunnel
In november 2010 werd een traverse over de sporen in gebruik genomen. Deze fungeerde als tijdelijke vervanging van de reizigerstunnel. Om de traverse te kunnen realiseren werd op het tweede perron (sporen 3, 4 en 5) de kiosk gesloopt en op het hoofdplein de Burger King. Waar deze vroeger stond was de opgang naar de tijdelijke traverse gebouwd. Op 7 april 2011 werd de reizigerstunnel gesloten voor publiek. Op 3 mei werd de sloop van de tunnel gestart. De tunnel werd verbreed van 7 meter naar 15 meter. De mogelijkheid om de tunnel te verbreden tot 47 meter, en er winkels in onder te brengen, naar voorbeeld van onder andere station Arnhem en station Rotterdam Centraal, was overwogen maar afgewezen. Dat plan ontstond toen een groot deel van de verbouwingsplannen al was gemaakt en goedgekeurd. In maart 2014 werd besloten om aan de zuidkant van het station toch winkels te gaan bouwen aan weerszijden van de tunnel. Het ging hierbij om onder meer AH to go en het nieuwe NS-service- en verkooppunt. Op vrijdag 26 juni 2015 werd de nieuwe reizigerstunnel geopend, de traverse werd een maand later verwijderd. In de nieuwe tunnel speelt continu de 244 minuten durende, ter plaatse gefilmde, audiovisuele installatie Tijdtunnel. Tussen 2015 en 2019 kwam er vanuit de tunnel ook toegang tot het nieuwe busstation dat in 2019 officieel zou worden geopend. 

##### Inkorting perrontunnel
Met de planwijziging in 2013-2014 is ook besloten om het te verbreden tunneldeel onder het station niet te laten uitmonden in het oudere smallere tunneldeel uit 2004 richting het Lübeckplein, maar om de relatief lange stationstunnel in te korten. De nieuwe verbrede tunnel eindigt sinds 2015 na het busperron in een opgang die naar het straatniveau leidt. Dit was toen ook mogelijk omdat het aantal rangeersporen was verminderd. De zuidelijke ingang van de verbrede en vernieuwde tunnel bevindt zich daarmee sinds de ingebruikname tussen het later in 2019 officieel geopende nieuwe busstation aan de zuidkant van het station, en de Hanzelaan aan de noordelijke achterzijde van het Lübeckplein. De voormalige entreehal voor de perrontunnel aan het Lübeckplein zelf bevond zich (tot april 2011) onderaan het ProRail-kantoorgebouw Schellepoort, op de locatie waar sinds 27 november 2019 de Spar take away supermarkt is gevestigd.

#### Spooruitbreiding Zwolle tot en met Herfte
Het project ZwolleSpoort werd in de jaren 2019 en 2020 vervolgd met een grondige verbouwing van het spooremplacement voor extra capaciteit. En tussen station Zwolle en de splitsing Herfte (richtingen Meppel en Emmen) zijn twee extra sporen en een vrije kruising aangelegd, zodat het spoorverkeer van en naar Meppel en Emmen sinds 2021 onafhankelijk van elkaar afgehandeld kan worden. Dit laatste project was ook onderdeel van het programma Spoorplan Noord-Nederland van het Rijk en ProRail.

### Spoorzone Zwolle
Zoals aangegeven in de paragraaf "Project ZwolleSpoort" is de gemeente Zwolle in samenwerking met de provincie Overijssel, ProRail en de NS het gebied rondom het spoor aan het ontwikkelen onder het stedenbouwkundige plan "Spoorzone Zwolle", met onder meer de onderstaande projecten inclusief aan de Spoorzone Zwolle gelieerde projecten.

#### Busstation Zwolle en Schuttebusbrug
Het busstation en de busbrug zijn op 9 februari 2019 officieel geopend en op 17 februari in dezelfde maand volledig in gebruik genomen. Zie de betreffende paragraaf, en zie ook het lemma Schuttebusbrug.

#### Fietsenstalling Stationsplein
De fietsenstalling onder het Stationsplein van Zwolle biedt plaats voor 5.800 fietsen, de grootste Nederlandse fietsenstalling buiten de Randstad. De fietsenstalling werd 3 december 2020 op symbolische wijze in gebruik genomen en op 8 maart 2021 officieel geopend door  staatssecretaris Stientje van Veldhoven. Dit project viel ook onder de gebiedsontwikkeling "Spoorzone Zwolle".

#### Vernieuwing stationsplein
Door onder meer de bovengenoemde ondergrondse fietsenstalling en de verhuizing van het busstation was het mogelijk om 8 oktober 2021 het heringerichte stationsplein feestelijk en officieel te openen met onder meer genodigden van de gemeente, NS en ProRail. Ook dit project wordt gezien als onderdeel van de Spoorzone Zwolle.

#### Vernieuwing stationshal
Op 15 juni 2022 is de vernieuwde stationshal heropend. De ruimte is opnieuw geschilderd en heringericht, vooral als wachtruimte. Officeel staat dit project op zichzelf maar het werd bij de opening benoemd als zijnde de toegang tot de Zwolse Spoorzone.

#### Bouw passerelle
Sinds 2023 bouwt ProRail aan een passerelle over de perrons en sporen heen. De houten voetgangersbrug staat niet in verbinding met de perrons maar dient als een (OV-chipkaart-poortvrije) verbinding tussen de binnenstad en de Spoorzone Zwolle, inclusief de wijk Hanzeland. Meer dan honderd jaar geleden was er ook al een loopbrug. De 130 meter lange brug wordt voorzien van verschillende wandelpaden, beplanting, een waterkunstwerk en zitjes. In het voorjaar van 2024 werden de brugdelen ingehesen. De opening staat gepland voor medio 2025.

### Verbouwing entree (vanaf 2027)
In februari 2025 werden plannen gepresenteerd voor een nieuwe entree aan de centrumkant van het station. Deze entree zou moeten denken aan een "sfeervolle lantaarn" en wordt duurzaam gebouwd: er wordt gebruikgemaakt van hout, van materialen uit de huidige entree en er wordt modulair gebouwd. Dat geldt ook voor de overkappingen die worden geplaatst op perrons die nog onoverdekt waren.

## OV-chipkaart
Dit station heeft Blauwnet en NS OVC-poorten die in juni 2016 werden gesloten. Voor overstappers zijn er zowel Blauwnet-palen als NS-palen waar zij kunnen uit- en inchecken bij deze maatschappijen.

## Treinen
In het spoorwegknooppunt Zwolle is de treinenloop op maandag t/m zaterdag overdag zo opgezet, dat tweemaal per uur, rond .15 en .45, elf treinen tegelijk samenkomen en op elkaar aansluiten (knooppuntdienstregeling). In de spitsuren zijn er enkele toegevoegde treinen buiten dit patroon. In de stille uren ('s avonds en op zondag) wordt de dienst enigszins uitgedund.
Treinseries die stoppen in Zwolle tijdens de dienstregeling 2025:
| Serie            | Treinsoort          | Route | Bijzonderheden |
| ---------------- | ------------------- | --- | --- |
| 500              | Intercity (NS)      | Den Haag Centraal – Gouda – Utrecht Centraal – Amersfoort Centraal – Zwolle – Assen – Groningen                     | |
| 600              | Intercity (NS)      | Leeuwarden – Meppel – Zwolle – Amersfoort Centraal – Utrecht Centraal – Gouda – Den Haag Centraal                   | |
| 700              | Intercity (NS)      | Schiphol Airport – Amsterdam Zuid – Almere Centrum – Lelystad Centrum – Zwolle – Assen – Groningen                  | Vormt tussen Schiphol Airport en Zwolle een halfuurdienst met serie 800. Vormt tussen Zwolle en Groningen een halfuurdienst met serie 500. Sommige treinen tussen Zwolle en Groningen stoppen op alle stations. (alleen 's morgens vroeg en 's avonds laat) |
| 800              | Intercity (NS)      | Schiphol Airport – Amsterdam Zuid – Almere Centrum – Lelystad Centrum – Zwolle – Meppel – Leeuwarden                | Vormt een halfuurdienst tussen Schiphol Airport en Zwolle met serie 700 en tussen Zwolle en Leeuwarden met serie 600. Sommige treinen tussen Zwolle en Leeuwarden stoppen op alle stations. (alleen 's morgens vroeg en 's avonds laat).                    |
| 3600             | Intercity (NS)      | Roosendaal – Breda – Tilburg – 's-Hertogenbosch – Nijmegen – Arnhem Centraal – Dieren – Zutphen – Deventer – Zwolle | |
| 3800 RE 20       | Sneltrein (Arriva)  | Zwolle – Mariënberg – Emmen                                                                                         | Onderdeel van Blauwnet. 1x per uur. |
| 5600             | Sprinter (NS)       | Utrecht Centraal – Utrecht Overvecht – Amersfoort Centraal – Zwolle                                                 | |
| 6100             | Sprinter (NS)       | Zwolle – Meppel – Assen – Groningen                                                                                 | |
| 7900 RS 23       | Sprinter (Keolis)   | Zwolle – Almelo – Hengelo – Enschede                                                                                | Onderdeel van Blauwnet |
| 8000 RS 20       | Stoptrein (Arriva)  | Zwolle – Mariënberg – Emmen                                                                                         | Onderdeel van Blauwnet. 1x per uur. |
| 8500 RS 22       | Sprinter (Keolis)   | Zwolle – Zwolle Stadshagen – Kampen                                                                                 | Onderdeel van Blauwnet |
| 9000             | Sprinter (NS)       | Leeuwarden – Meppel – Zwolle – Lelystad Centrum                                                                     | Rijdt na 20:00 uur en in het weekend 1x/uur tussen Leeuwarden en Zwolle. Rijdt na 21:00 uur 1x/uur op het hele traject. |
| 13800 RE 20      | Sneltrein (Arriva)  | Zwolle – Coevorden – Emmen                                                                                          | Onderdeel van Blauwnet. Rijdt alleen tijdens de spits. |
| 17900 IC 23      | Intercity (Keolis)  | Zwolle – Almelo – Hengelo – Enschede                                                                                | Onderdeel van Blauwnet. Rijdt alleen op werkdagen overdag en 1x per uur. |
| Nachttrein 32740 | Nachttrein (Arriva) | Zwolle – Lelystad Centrum – Almere Centrum – Amsterdam Centraal – Schiphol Airport                                  | Rijdt alleen in de nachten van vrijdag op zaterdag en zaterdag op zondag. |
| Nachttrein 32780 | Nachttrein (Arriva) | Groningen – Assen – Zwolle – Lelystad Centrum – Almere Centrum – Amsterdam Centraal – Schiphol Airport              | Rijdt alleen in de nacht van vrijdag op zaterdag. |

De laatste intercity uit de 600-serie (Leeuwarden richting Rotterdam Centraal) rijdt in de late avond niet verder dan Utrecht Centraal. De drie laatste Intercity's uit de 3600-serie (richting Roosendaal) rijden in de late avond niet verder dan Nijmegen. De twee laatsten rijden zelfs niet verder dan Arnhem Centraal.

## Busstation
Het busstation van Zwolle is een belangrijk knooppunt in zowel het stadsnet van Zwolle als in het Overijsselse streeknet.

### Oude busstation

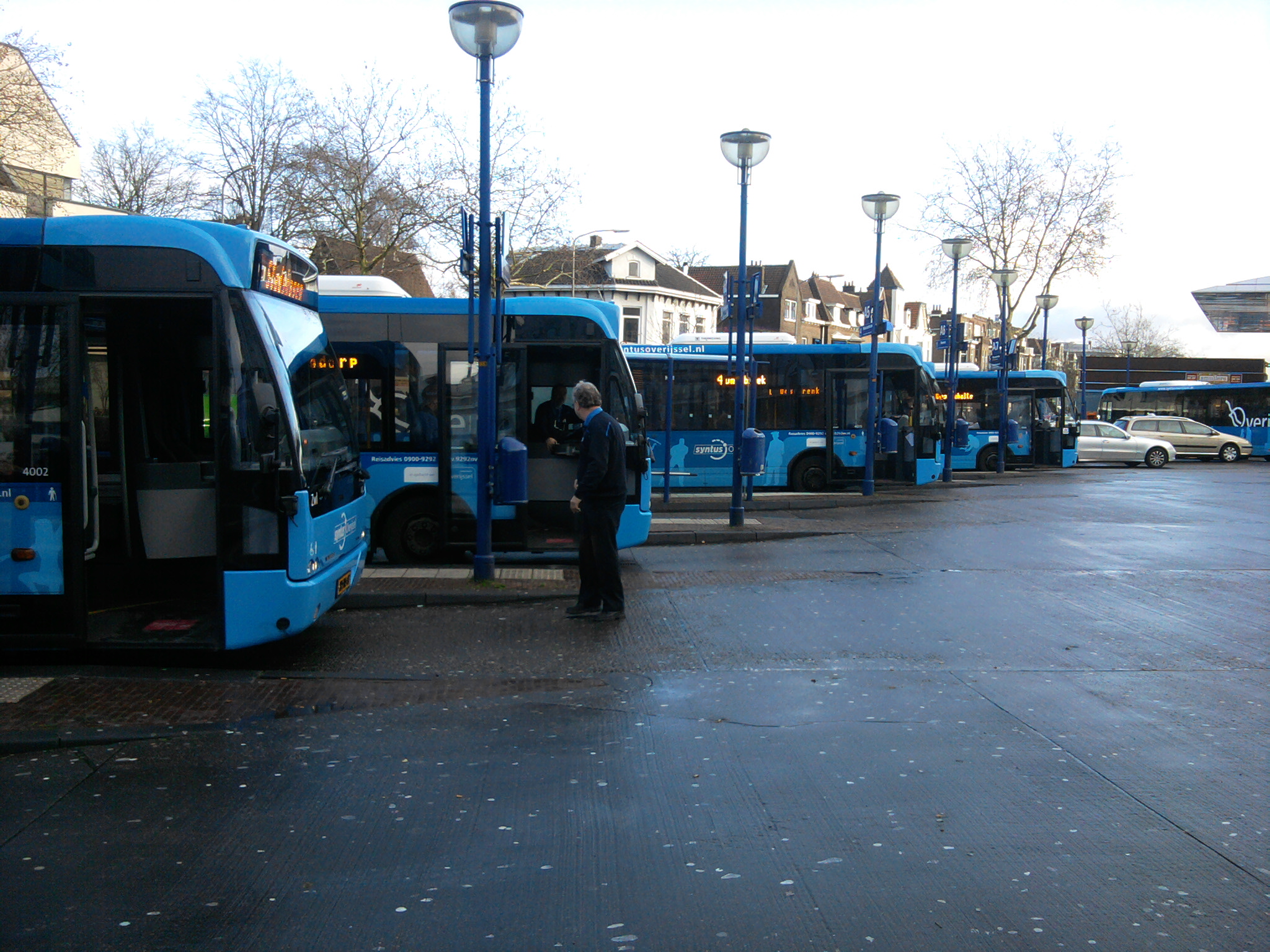
Bussen van Syntus Overijssel op het westelijke busstation

Het oude busstation bevond zich tot 2019 alleen aan de noordzijde van het station naast het stationsgebouw. Aan de westzijde van het treinstation, nabij het stationsplein, lag het (westelijke) busstation dat vroeger als stadsbusstation diende. Hier halteerden de lijnen 1 t/m 6, 9 en 12 van Syntus Overijssel. Deze lijnen reden onder meer naar de Zwolse wijken Stadshagen, Oosterenk, Ittersummerbroek, Assendorp en Westenholte, maar ook naar het Deltion Campus en Scholengemeenschap Rechterland. Ook lag hiernaast de eindhalte die wordt gebruikt voor alle streeklijnen. Aan de oostzijde lag het busstation voor de streeklijnen vanuit verschillende concessies, waaronder de Veluwelijnen van Syntus Gelderland en de scholierenlijn 7.

### Nieuwe busstation
Al in 2009 werd er gesproken over de verplaatsing van het busstation om de verkeersstromen binnen Zwolle te bevorderen. Zo werd er onder meer gesproken over de verplaatsing van het busstation boven op het dak van het treinstation. In 2014 heeft de gemeente Zwolle besloten om de streek- en stadsbussen naar de zuidzijde te verplaatsen. Hiervoor wordt een langgerekt busperron aangelegd naast de huidige sporen met toegang tot de reizigerstunnel onder het spoor door. Het plan is een busbrug over het spoor aan te leggen die verbinding geeft tussen de Hanzelaan en de kruising Westerlaan met de Veerallee/Willemskade. Gedeputeerde Bert Boerman en wethouder Ed Anker maakten op 3 juni 2016 het allereerste begin van de sloop van de Werkplaats NS Zwolle. Deze brug, de Schuttebusbrug, werd op 17 februari 2019, samen met het nieuwe busstation, in gebruik genomen.  Sinds deze dag stoppen alle bussen aan de zuidkant van het station. Verder hebben alle stadslijnen van Zwolle sinds die datum hun eindpunt bij station Zwolle. 
Door deze verplaatsing, en doordat sinds de ingebruikname van de Hanzelijn de intercity's naar de Randstad niet meer van het eerste perron vertrekken (vanwege het cross-platform-overstappen), zijn het eerste perron en het stationsgebouw meer buiten de looproutes komen te liggen.
De nieuwe busbrug en het nieuwe busstation maken onderdeel uit van de gebiedsontwikkeling "Spoorzone Zwolle".

### Indeling vanaf 15 december 2024
Al het busvervoer in Zwolle wordt verzorgd door EBS.
| Perron           | Lijn             | Route                     | Via | Bijzonderheden                                                      |
| Algemene perrons | Algemene perrons | Algemene perrons          | Algemene perrons | Algemene perrons                                                    |
| ---------------- | ---------------- | ------------------------- | --- | ------------------------------------------------------------------- |
| A0               |                  |                           | | Uitstaphalte zuid                                                   |
| A5               |                  |                           | | Uitwijkhalte                                                        |
| A6               |                  |                           | | Uitwijkhalte                                                        |
| Stadsbussen      |                  |                           | |                                                                     |
| A2               | 2                | Aa-landen                 | Centrum, Diezerpoort, Holtenbroek |                                                                     |
| A2               | 10               | Aa-landen                 | Centrum, Diezerpoort, Holtenbroek |                                                                     |
| A5               | 9                | Deltion College           | Katwolderplein/Centrum | Rijdt niet 's avonds en in het weekend.                             |
| A5               | 12               | Zwartewaterallee          | Katwolderplein/Centrum, Diezerpoort | 's Ochtends richting Zwartewaterallee, 's middags richting station. |
| A7               | 1                | Station Stadshagen        | Katwolderplein/Centrum, Deltion College, Holtenbroek, Twistvlietbrug, Stadshagen (Frankhuis, Winkelcentrum Stadshagen, Schoonhorst, Milligen) |                                                                     |
| A9               | 3                | Hessenpoort               | Emmawijk/Centrum, Wipstrik, Berkum | Halte voor reserveerRRReis-ritten.                                  |
| A9               | 5                | Westenholte               | Katwolderplein/Centrum, Blaloweg | Halte voor reserveerRRReis-ritten.                                  |
| A11              | 6                | Ittersumerbroek           | Schellerlanden, Oldenelerlanden-West en -Oost, Winkelcentrum Zuid, Ittersumerlanden                                                           |                                                                     |
| A11              | 8                | Ittersumerbroek           | Gerenlanden, Ittersumerlanden, Oldenelerbroek                                                                                                 |                                                                     |
| Streekbussen     |                  |                           | |                                                                     |
| A0               | 174              | Genemuiden, 't TAG        | Stadshagen (Station Stadshagen), Hasselt |                                                                     |
| A3               | 40               | Meppel, Station           | Emmawijk/Centrum, Wipstrik, Oosterenk, Isala Ziekenhuis, Hessenpoort, De Lichtmis (Busstation), Rouveen, Staphorst                            | Rijdt niet op zondag.                                               |
| SnelRRReis       |                  |                           | |                                                                     |
| A3               | 217              | Dedemsvaart, Zwiersstraat | Katwolderplein/Centrum, De Lichtmis (Busstation), Nieuwleusen, Balkbrug (Centrum), Busstation                                                 | Rijdt niet 's avonds en in het weekend.                             |
| A8               | 201              | Apeldoorn, Station        | Katwolderplein/Centrum, , Marktplein | Rijdt niet 's avonds en in het weekend.                             |
| A9               | 210              | Apeldoorn, Station        | Katwolderplein/Centrum, Hattem (Carpoolplaats), Heerde, Epe (Centrum), Marktplein                                                             | Rijdt niet 's avonds en in het weekend.                             |
| ComfortRRReis    |                  |                           | |                                                                     |
| A1               | 305              | Nunspeet, Station         | Wezep, Oldebroek, Elburg, Doornspijk |                                                                     |
| A10              | 304              | Apeldoorn, Station        | Hattem (Centrum), Wapenveld, Heerde (Transferium Horsthoek), Epe (Centrum), Emst, Vaassen (Centrum), Wenum-Wiesel, Wenum, Marktplein          |                                                                     |
| Scholierenlijnen |                  |                           | |                                                                     |
| A3               | 640              | Staphorst, Gemeentehuis   | Katwolderplein/Centrum, De Lichtmis (Busstation), Rouveen, Staphorst (Snelweg)                                                                | 's Ochtends richting Zwolle, 's middags richting Staphorst.         |
| A6               | 668              | Herfte, School De Ambelt  | | 's Ochtends richting Herfte, 's middags richting Zwolle.            |
| A7               | 641              | Zwolle, Campus            | | 's Ochtends richting Zwolle, 's middags richting Urk.               |
| A11              | 668              | Ittersumerbroek           | | 's Ochtends richting Herfte, 's middags richting Zwolle.            |

| Perron           | Lijn             | Bestemming               | Via | Opmerkingen                                           |
| Algemene perrons | Algemene perrons | Algemene perrons         | Algemene perrons | Algemene perrons                                      |
| ---------------- | ---------------- | ------------------------ | --- | ----------------------------------------------------- |
| B0               |                  |                          | | Uitstaphalte noord                                    |
| B5               |                  |                          | | Laadhalte                                             |
| Stadsbussen      |                  |                          | |                                                       |
| B2               | 4                | Aa-landen                | Emmawijk/Centrum, Diezerpoort (Winkelcentrum), Winkelcentrum De Dobbe, Volterbeek | Laadhalte                                             |
| B2               | 10               | Aa-landen                | Centrum, Diezerpoort, Holtenbroek | Laadhalte                                             |
| B2               | 13               | Aa-landen                | Emmawijk/Centrum, Diezerpoort, Winkelcentrum De Dobbe | Laadhalte                                             |
| B3               | 7                | MAC³PARK stadion         | Assendorp, Wipstrik, Oosterenk, Isala Ziekenhuis |                                                       |
| B3               | 11               | Stadshagen               | Assendorp, Oosterenk, MAC³PARK stadion, Deltion College, Holtenbroek |                                                       |
| B4               | 5                | Westenholte              | Katwolderplein/Centrum, Blaloweg | Laadhalte                                             |
| B8               | 3                | Hessenpoort              | Katwolderplein/Centrum, Wipstrik, de Vrolijkheid, Berkum |                                                       |
| Streekbussen     |                  |                          | |                                                       |
| B6               | 171              | Blokzijl, Busstation     | Stadshagen (Station Stadshagen), Hasselt, De Velde, Zwartsluis (Busstation), Sint Jansklooster, Vollenhove, Marknesse                                                                                         |                                                       |
| B7               | 71               | Emmeloord, Busstation    | Hasselt, Zwartsluis (Busstation), De Krieger, Heetveld, Kadoelen, Sint Jansklooster, Vollenhove, Kraggenburg, Marknesse, Kraggenburg, Marknesse (Busstation)                                                  |                                                       |
| ComfortRRReis    |                  |                          | |                                                       |
| B1               | 301              | Dedemsvaart, De Magnolia | Emmawijk/Centrum, Wipstrik, Oosterenk, Isala Ziekenhuis, Ruitenveen, Nieuwleusen (Centrum), Balkbrug |                                                       |
| Scholierenlijnen |                  |                          | |                                                       |
| B6               | 641              | Urk, Vlaak               | Katwolderplein/Centrum, 's-Heerenbroek, Wilsum, IJsselmuiden (Verzinkerij), Kampen (Station), Kampereiland, Ens, Emmeloord (Zuyderzee College, Busstation, Antonius Ziekenhuis), Tollebeek, Winkelcentrum Urk | 's Ochtends richting Zwolle, 's middags richting Urk. |

## Trivia

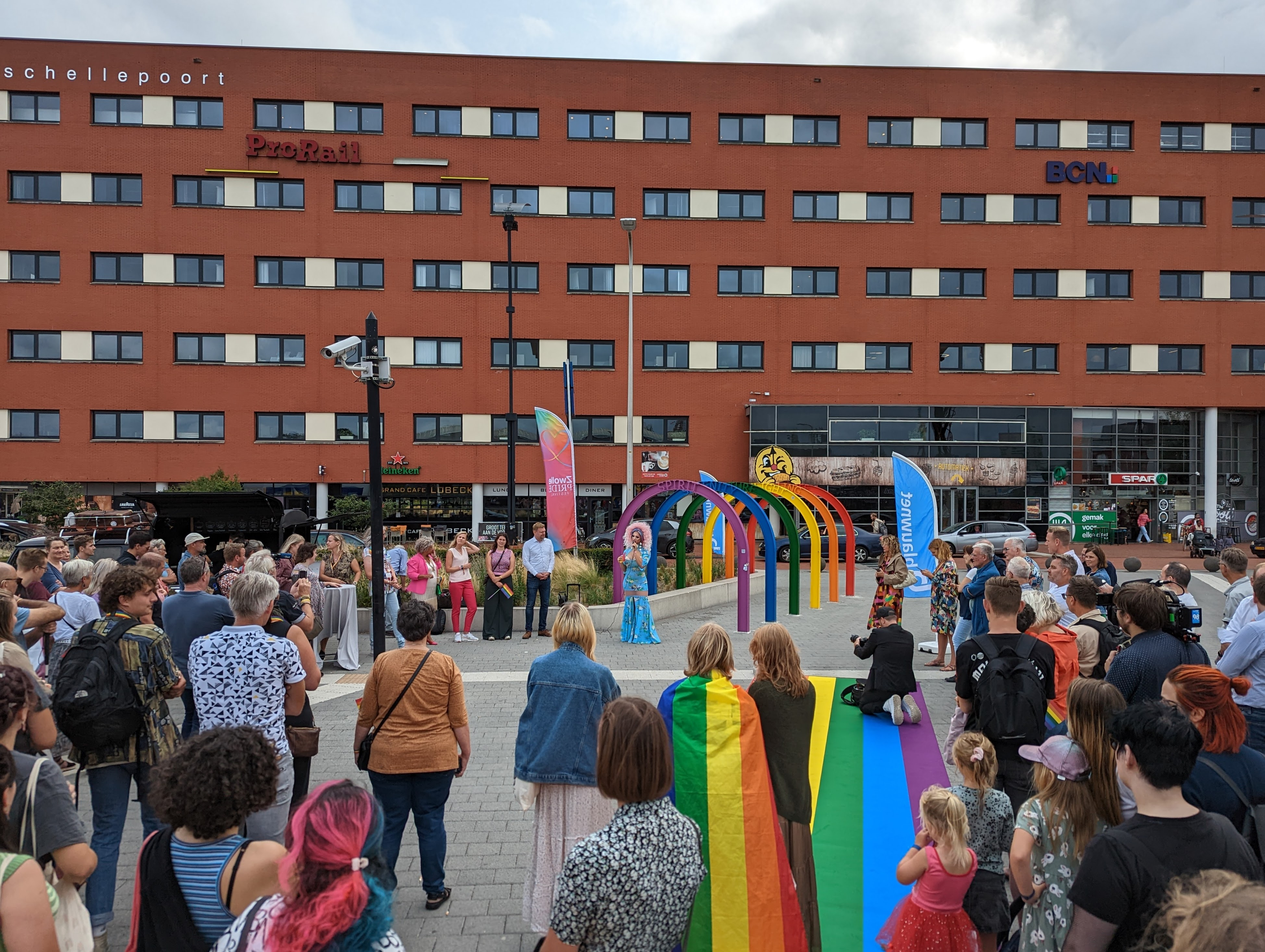
Officiële onthulling van de metalen regenbogen op 26 augustus 2022.

- In 2006 werden de Nederlandse Olympische sporters uitbundig onthaald op het station.
- Op vrijdag 26 augustus 2022 zijn tijdens de Zwolle Pride een zestal metalen bogen onthuld, die op het plein aan de zuidzijde van Station Zwolle te zien zijn. Deze bogen, elk in een unieke primaire en secundaire kleur, zijn voorzien van de woorden: Spirit, Serenity, Nature, Sunlight, Healing en Life. Dit monument verving het sinds 2016 aangebrachte regenboogzebrapad.

## Ontwikkeling aantal reizigers
Het aantal door NS vervoerde reizigers (per gemiddelde werkdag) ontwikkelde zich sedert 2019 als volgt:
| Jaar | Aantal reizigers |
| ---- | ---------------- |
| 2019 | 52.342           |
| 2020 | 24.432           |
| 2021 | 26.020           |
| 2022 | 38.537           |
| 2023 | 44.182           |
| 2024 | 42.976           |

## Foto's

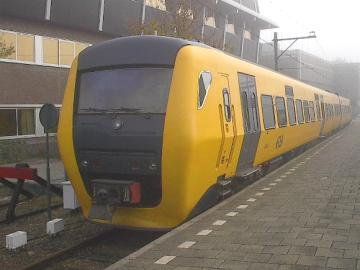
Een Buffel op spoor 13
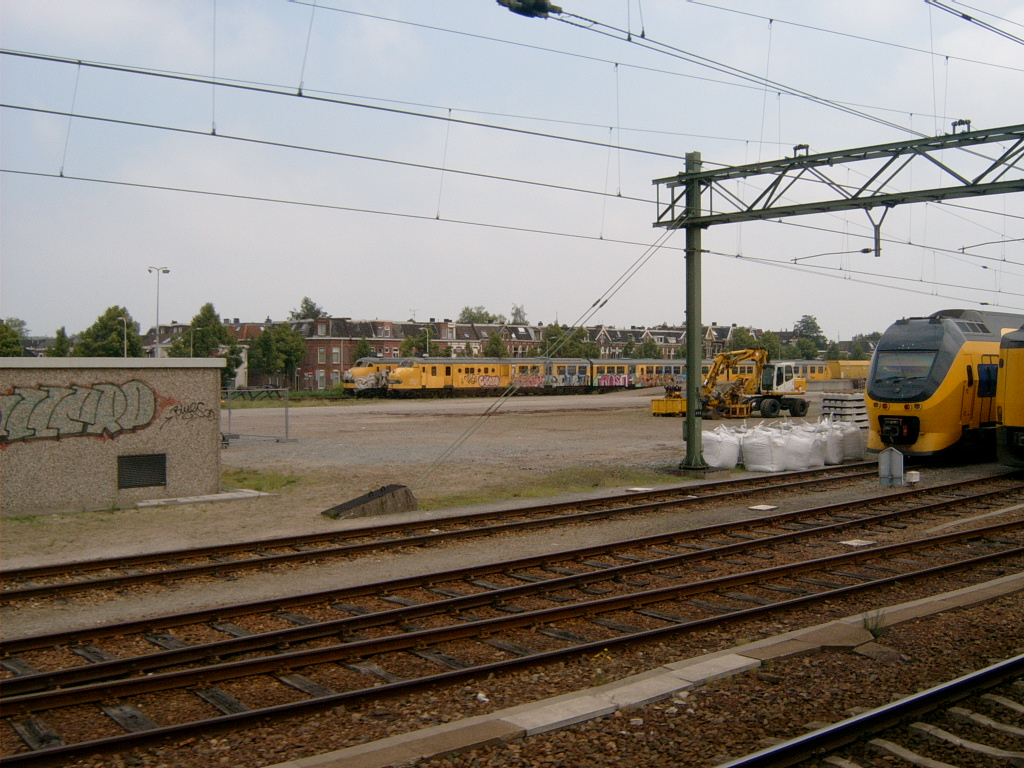
Oude Plan-U's op het rangeerterrein van Zwolle
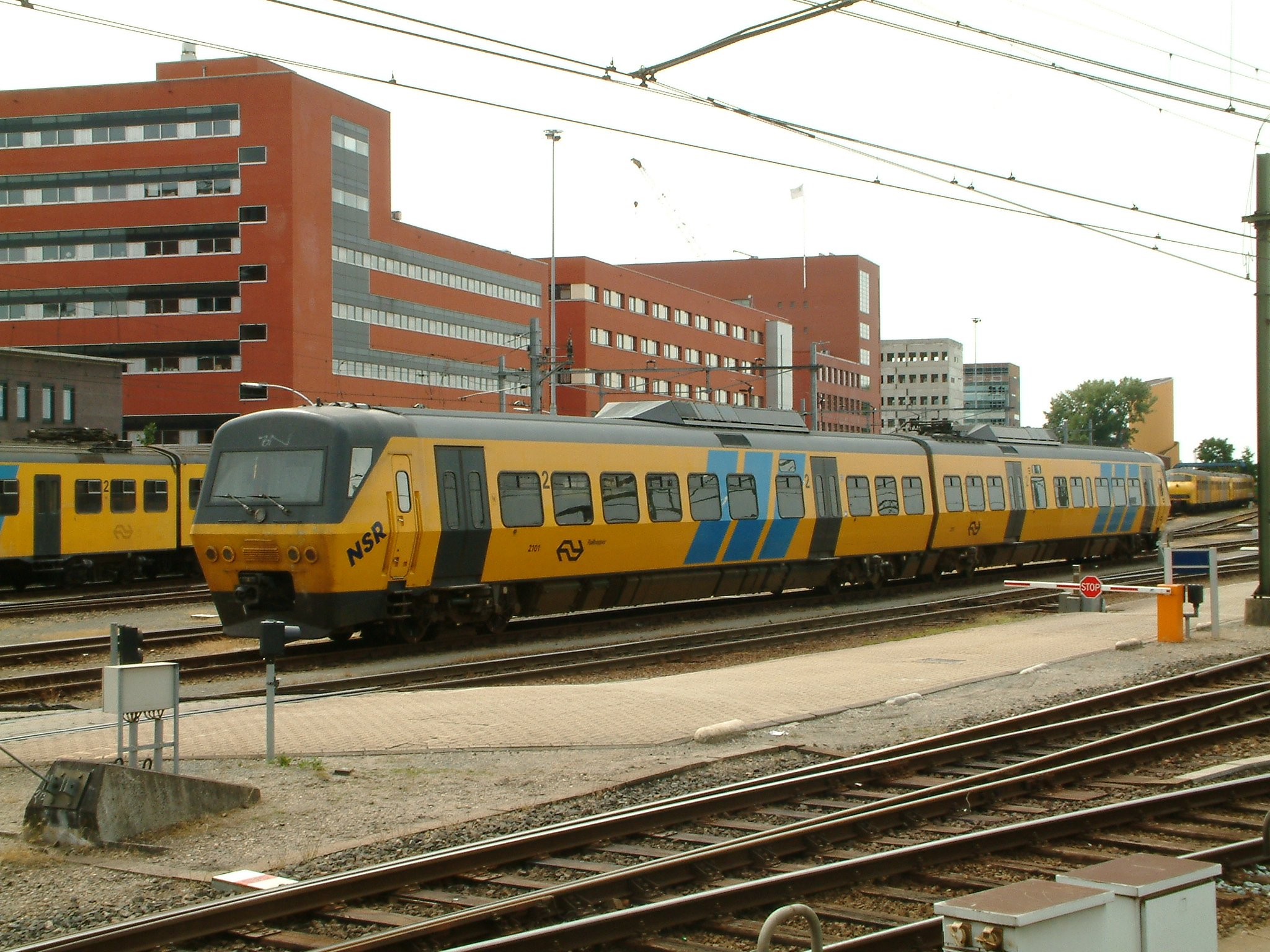
Railhopper op een rangeerspoor
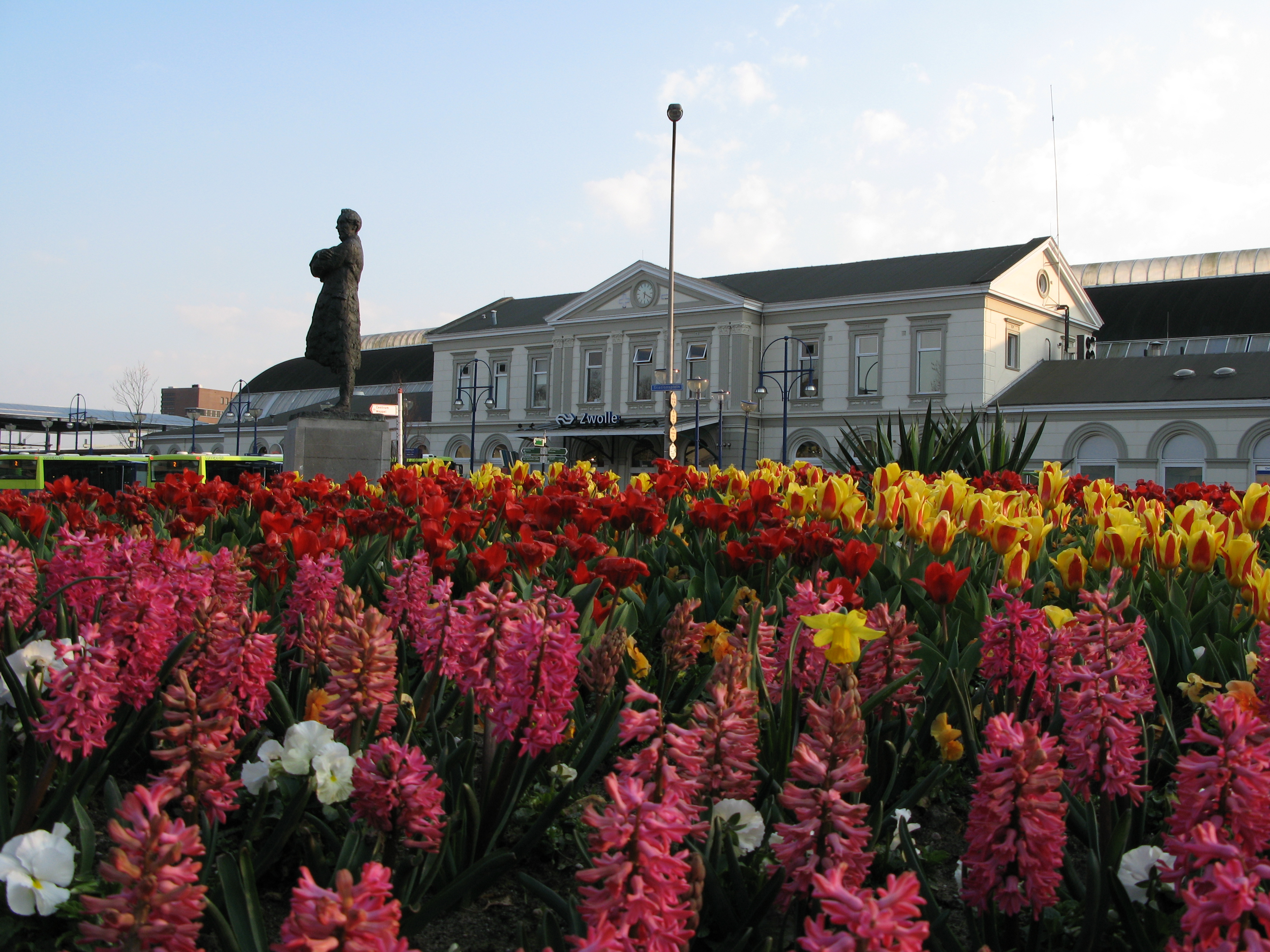
Bloemen, standbeeld van Thorbecke
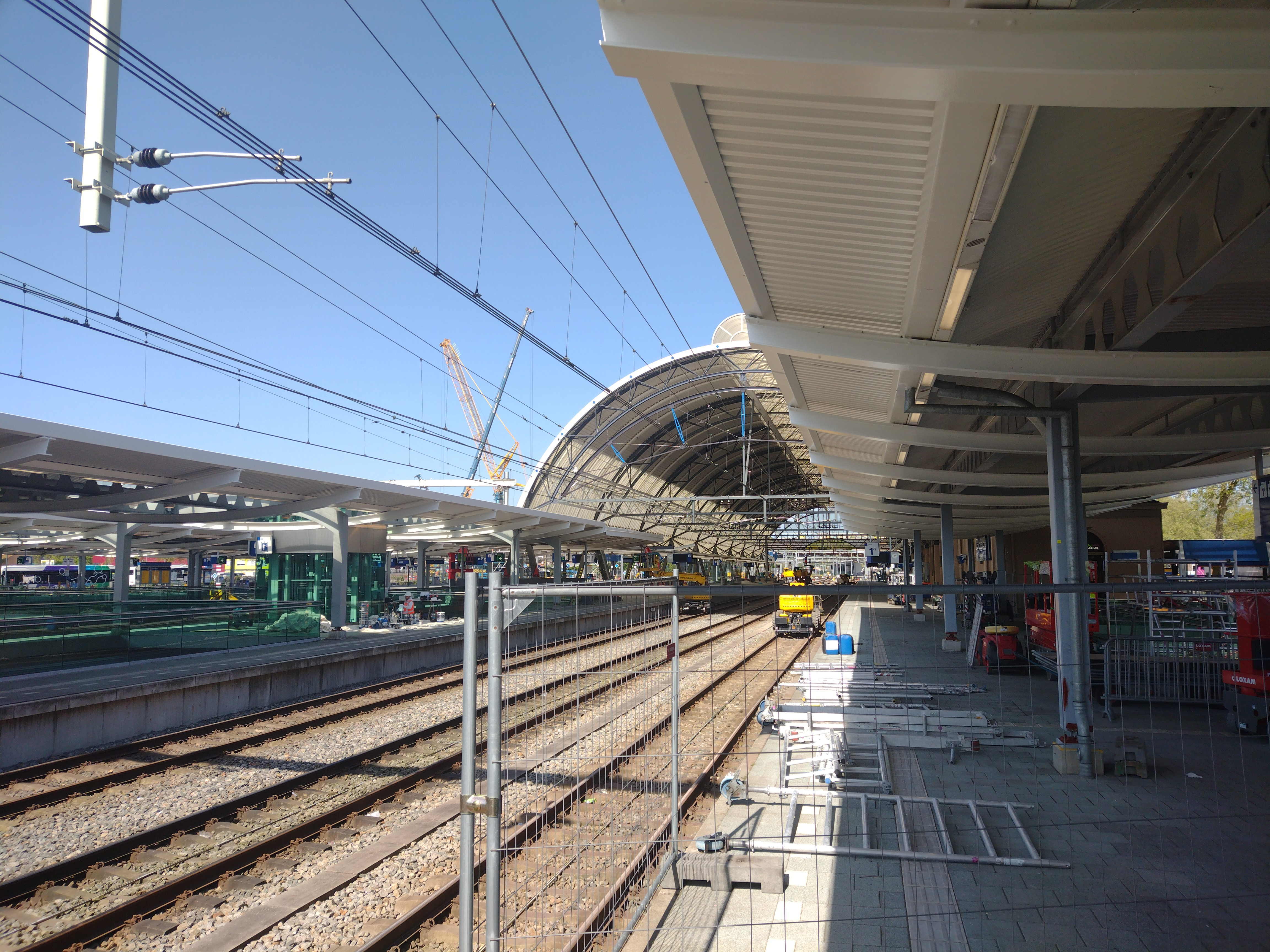
Het station tijdens werkzaamheden
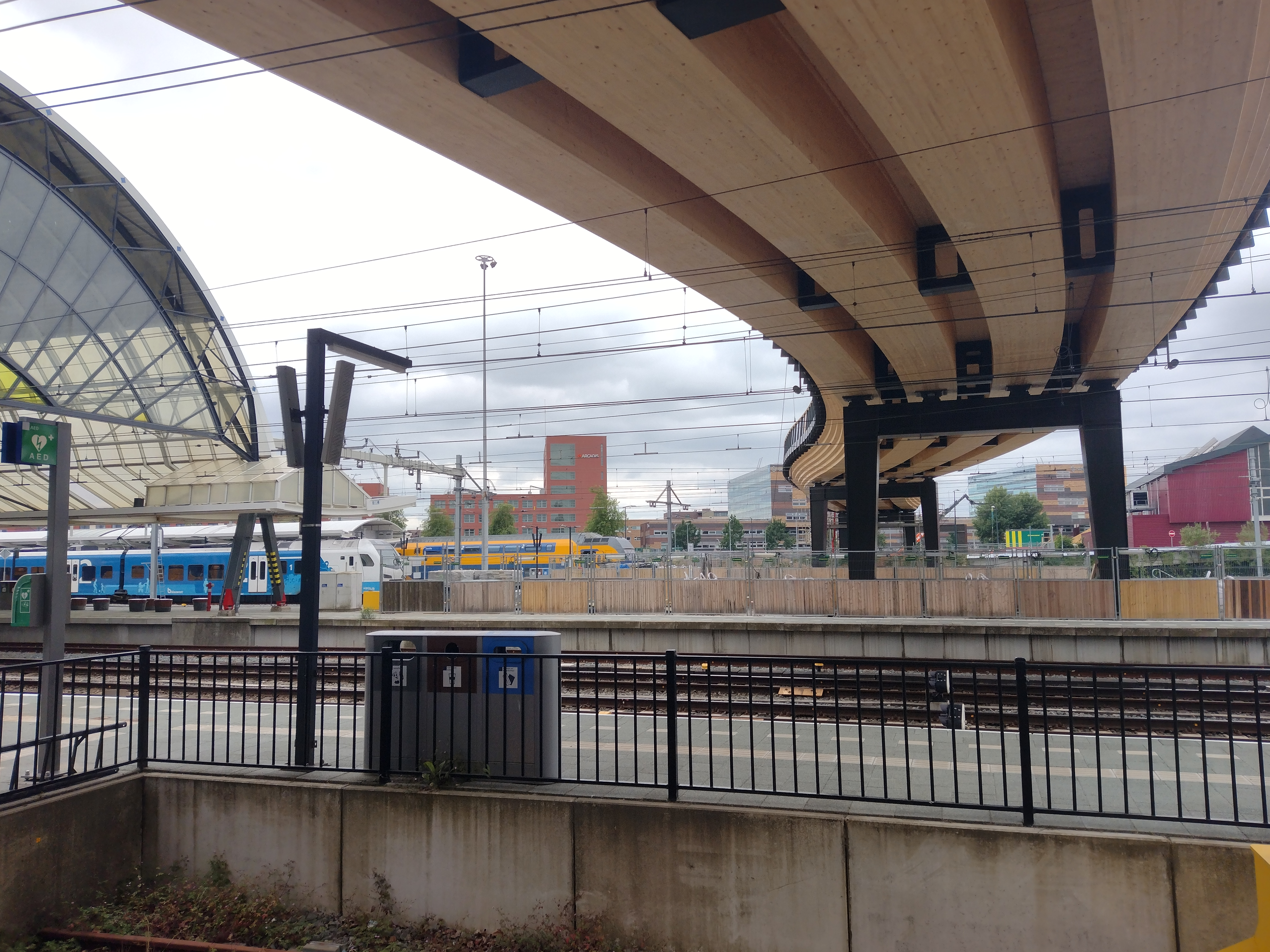
Loopbrug over de sporen in aanbouw

0,0: Arnhem Centraal ·
0,5: Arnhem Velperpoort ·
1,2: Arnhem Presikhaaf ·
1,3: Plattenburg ·
3,2: Café Unie ·
3,9: Hotel Naeff ·
4,2: Velp ·
7,0: Wordt-Rheden ·
8,0: Rheden ·
9,4: De Steeg ·
10,0: Hotel Den Engel ·
10,4: Diepesteeg ·
10,9: Holleweg ·
12,6: Ellecom ·
13,0: Villa Hofstetten ·
14,3: Dieren ·
16,2: Spankeren ·
18,4: Leuvenheim ·
20,3: Brummen ·
21,4: Weg naar Voorst ·
23,1: Het Vosje ·
24,4: Voorstonden ·
26,6: Hoven ·
27,5: Zutphen ·
28,0: Nieuwstad ·
30,2: Hungerink-Mettray ·
31,3: Eefde ·
35,3: Gorssel ·
36,2: Epse ·
40,0: Colmschate ·
40,9: Snippeling ·
43,5: Deventer ·
44,1: Boksbergerweg ·
45,6: De Platvoet ·
47,6: Rande ·
48,3: Diepenveen West ·
50,6: Puinweg ·
51,4: Hoenlo ·
53,1: Olst ·
55,5: Beltenweg ·
56,2: Duurschestraat ·
58,1: De Boerhaar ·
59,0: Bovendorp ·
59,6: Wijhe ·
62,8: Wijnvoorden ·
64,0: Herxen ·
65,5: Windesheim ·
68,0: Herculo ·
71,4: Ittersum ·
73,5: Zwolle ·
81,5: Berkum ·
88,0: Dedemsvaart ·
95,5: Staphorst ·
100,7: Meppel ·
106,3: Nijeveen ·
114,5: Steenwijk ·
120,0: Willemsoord ·
122,5: Peperga ·
127,0: Wolvega ·
134,6: Oudeschoot ·
134,6: Heerenveen IJsstadion ·
137,1: Heerenveen ·
143,7: Stobbegat ·
148,8: Akkrum ·
153,7: Grou-Jirnsum ·
158,1: Idaard-Roordahuizum ·
159,9: Wirdum ·
166,2: Leeuwarden
Zwolle (NCS) ·
Veerallee ·
Zwolle Veerallee · 
Zwolle Voorsterpoort ·
Zwolle Stadshagen ·
Zwolle Werkeren ·
Mastenbroek ·
Kampen Oost ·
Kampen
0: Utrecht Centraal ·
1: Utrecht Buurtstation ·
2:Amsterdamsche Straatweg ·
2: Vechtbrug ·
3: Utrecht Overvecht ·
5: Blauwkapel ·
7: Groenekan Oost ·
9: Bilthoven ·
12: Den Dolder ·
16: Soestduinen ·
19: De Vlasakkers ·
21: Amersfoort Centraal ·
22: Amersfoort NCS ·
23: Amersfoort Koppel ·
24: Bloemendaalsche Weg ·
25: Amersfoort Schothorst ·
26: Liendert ·
28: Hooglanderveen ·
28: Amersfoort Vathorst ·
29: Hoevelaken ·
30: Slichtenhorst ·
32: Nijkerk ·
34: Diermen ·
36: Hooge Steeg ·
38: Bijsteren ·
40: Putten ·
43: Volenbeek ·
45: Ermelo ·
47: Horst-Tonsel ·
49: Harderwijk ·
55: Hulshorst ·
58: Nieuw Groeneveld ·
64: Nunspeet ·
70: 't Harde ·
73: Oldebroek ·
79: Wezep ·
83: Hattemerbroek ·
88: Zwolle NCS ·
88: Zwolle ·
101: Kampen
0: Zwolle ·
5: Herfte-Veldhoek ·
8: Marshoek-Emmen ·
12: Dalfsen ·
15: Rechteren ·
19: Vilsteren ·
23: Ommen ·
25: Sterkamp ·
29: Junne ·
31: Beerze ·
34: Mariënberg ·
37: Bergentheim ·
Brucht ·
42: Hardenberg ·
45: Baalder-Radewijk ·
48: Gramsbergen ·
50: De Haandrik ·
55: Coevorden ·
59: Dalen ·
62: Dalerveen ·
66: Nieuw Amsterdam ·
70: Emmen Zuid ·
71: Emmen Bargeres ·
72: Zuidbarge ·
75: Emmen ·
79: Weerdinge ·
82: Valthe ·
87: Exloo ·
93: Buinen ·
95: Drouwen ·
100: Gasselternijveen ·
103: Tweede Dwarsdiep ·
107: Stadskanaal
0: Zwolle ·
7,5: Laag Zuthem ·
12,4: Heino ·
18,1: Raalte ·
25,3: Haarle ·
30,1: Nijverdal West ·
31,3: Nijverdal ·
31,7: Nijverdal ·
39,8: Wierden ·
44,8: Almelo
Almelo · 
-De Riet · 
Borne · 
Daarlerveen · 
Dalfsen · 
Delden · 
Deventer · 
-Colmschate · 
Enschede · 
-De Eschmarke · 
-Kennispark · 
Glanerbrug · 
Goor · 
Gramsbergen · 
Hardenberg · 
Heino · 
Hengelo · 
-Gezondheidspark ·
-Oost · 
Holten · 
Kampen · 
-Zuid ·
Mariënberg · 
Nijverdal · 
Oldenzaal ·
Olst · 
Ommen · 
Raalte ·
Rijssen · 
Steenwijk · 
Vriezenveen · 
Vroomshoop · 
Wierden · 
Wijhe · 
Zwolle · 
-Stadshagen
Stations van de Museum Buurtspoorweg:
Haaksbergen · Zoutindustrie · Boekelo

Voormalige stations: zie de lijst van voormalige spoorwegstations in Overijssel
0: Lelystad Centrum · 
21: Dronten ·
34: Kampen Zuid · 
50: Zwolle